# Вунг Тау
Вунг Тау (виј. Vũng Tàu) је град у Вијетнаму у покрајини Ба Жија — Вунг Тау. Према резултатима пописа 2009. у граду је живело 278.188 становника.